# Izbica Kujawska
Izbica Kujawska (niem. Mühlental) – miasto w Polsce położone w województwie kujawsko-pomorskim, w powiecie włocławskim, siedziba gminy miejsko-wiejskiej Izbica Kujawska. W latach 1975–1998 miasto administracyjnie należało do województwa włocławskiego. Miasto położone jest na Pojezierzu Kujawskim. Według danych GUS z 31 grudnia 2022 r. Izbica Kujawska liczyła 2461 mieszkańców.

## Historia

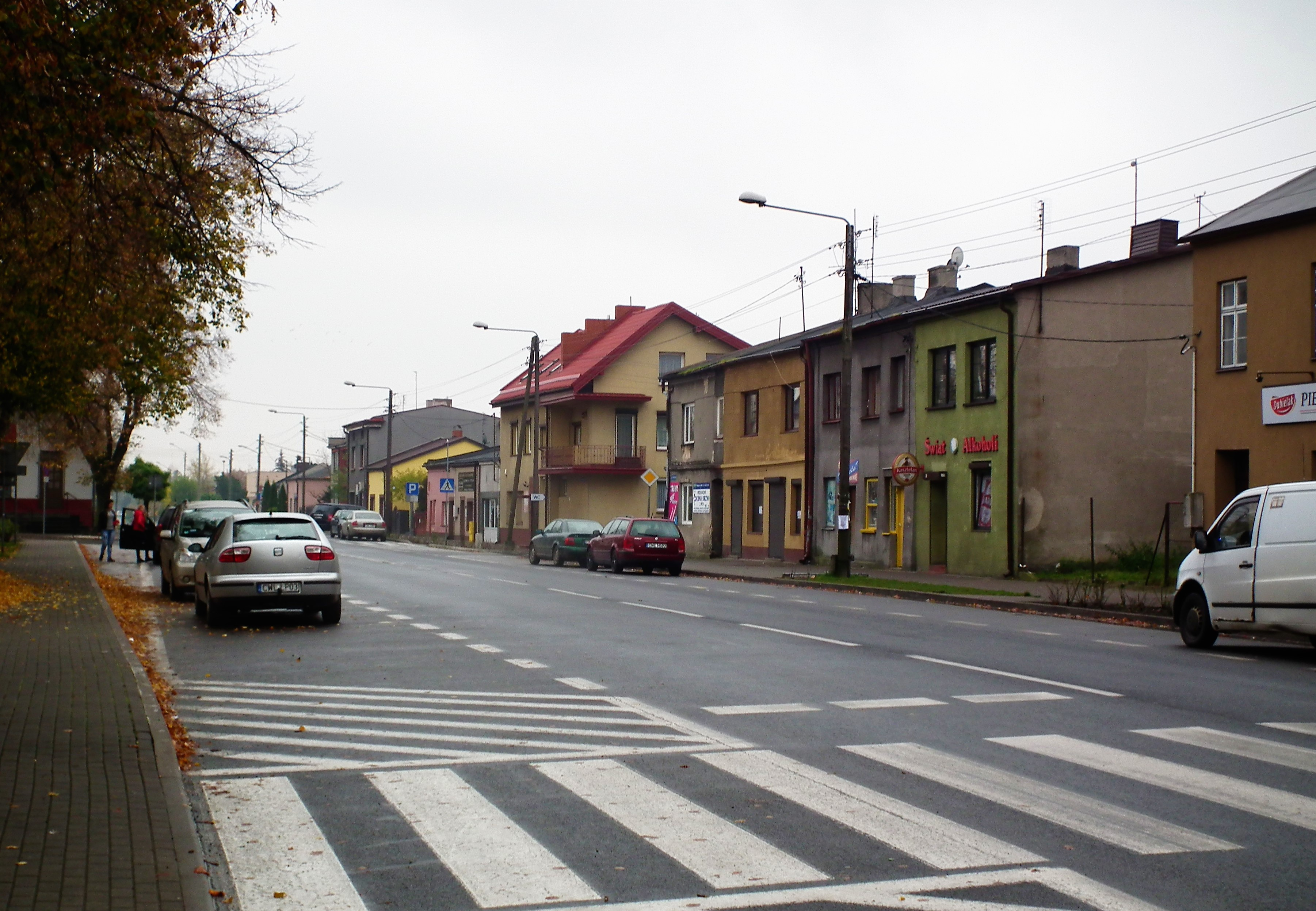
Fragment Rynku

### Początki miasta
W XI w. Izbica znalazła się w rękach, mającego wówczas duże znaczenie, rodu Awdańców. Dzięki korzystnemu położeniu wyróżniała się spośród innych miejscowości na tym obszarze. Duży wpływ na wzrost znaczenia Izbicy w okresie wczesnego średniowiecza było zorganizowanie parafii. Jeszcze w XII w. Izbica stała się ośrodkiem produkcyjnym i rzemieślniczym dla pobliskich wsi. Warto w tym miejscu zaznaczyć, że na długo przed uzyskaniem praw miejskich była już określana jako miasteczko szlacheckie. Taki zapis pojawia się w źródle z 1311 r. Na mocy przywileju królewskiego od 1394 r. Izbica była miastem i miały się odbywać raz w tygodniu targi. Spowodowało to zacieśnienie stosunków łączących miasteczko i pobliskie wsie z całym regionem kujawskim. Za panowania Kazimierza Jagiellończyka przeszła w ręce rodu Kretkowskich. Wiek XV i XVI były bardzo pomyślne dla Izbicy. Ówcześni właściciele bardzo starali się rozwinąć miasteczko. Powoli rozwijał się przemysł. W okresie rzeczypospolitej szlacheckiej Izbica odgrywała pewną rolę gospodarczą. Nie można tego powiedzieć o funkcji administracyjnej, której jako takiej nie pełniła. W tym okresie liczyła ok. 200 mieszkańców. Posiadała ona przedmieście, jednak nie była otoczona murem obronnym. Niestety potop szwedzki w połowie XVII w. dotknął także Kujawy, a tym samym i Izbicę. Częste pożary, będące skutkiem działań wojennych, a także późniejszy rokosz Lubomirskiego i wojny w początkach XVIII w. rujnowały miasteczko. W 1735 roku miasto niemalże całkowicie spłonęło.

### Pod zaborami
W 1796 r. władze państwa pruskiego wprowadziły nowy podział administracyjny, który obowiązywał do czasów Księstwa Warszawskiego. Do departamentu poznańskiego należały powiaty brzeski oraz radziejowski. Same miasta zostały zorganizowane w tzw. inspekcje, gdzie Izbica, wraz z Brdowem i Sompolnem należała do inspekcji włocławskiej. Izbica pod koniec XVIII w. była już bardzo zróżnicowana pod względem narodowościowym. Polacy nie stanowili nawet połowy ogółu ludności, w podobnej liczbie byli Żydzi, którzy zaczęli osadzać się tu w XVI w., a także duża liczba Niemców. Następował stały wzrost liczby ludności: 1810 r. – 855; 1827 r. – 1370; 1861 r. – 2127. 29 listopada 1830 r. wybuchło powstanie listopadowe w Królestwie Polskim. Doszło do działań zbrojnych koło Koła, Kłodawy i Ślesina. Po nieudanym zrywie narodowowyzwoleńczym w Izbicy nastąpił regres gospodarczy i demograficzny. W 1837 r. weszła do guberni kaliskiej. Izbica należała do powiatu kolskiego. W 1870 r. Izbica utraciła prawa miejskie.
Pochodził stąd Tomasz Kłossowski – dziedzic i powstaniec, który po konfiskacie mienia za udział w niepodległościowych zrywach został kowalem w Izabelinie. Z jego osobą wiążą się początki sanktuarium maryjnego w Licheniu Starym.

### W wolnej Polsce
Po rozbrojeniu Niemców w listopadzie 1918 r. przystąpiono do organizowania władz polskich. W połowie 1919 r. powstało województwo łódzkie, do którego powiat kolski należał aż do 1938 r. W integracji środowiska ważną rolę odegrało szkolnictwo. W omawianym czasie w Izbicy działały dwie szkoły – katolicka i luterańska.
| XVII w. | 200  | 1919 | 4500 |
| 1810    | 855  | 1946 | 1900 |
| 1827    | 1370 | 1976 | 2449 |
| 1861    | 2127 | 1998 | 2694 |
| 1880    | 3037 | 2002 | 2879 |
| 1905    | 3600 | 2004 | 2808 |

Wojna, która wybuchła 1 września 1939 r. zaskoczyła mieszkańców miasteczka, którzy o jej wybuchu dowiedzieli się z komunikatów. 3 września nad niebem Izbicy pojawiły się pierwsze samoloty niemieckie z celem zbombardowania miasta, zaś 13 września do miasta wkroczyły oddziały niemieckie. W czasie okupacji na  początku 1940 r. polskie nazwy ulic i placów zostały zastąpione niemieckimi, samo zaś miasto w latach 1940-1945 zostało przemianowane na Mühlental. Represje dotknęły najbardziej Żydów. Bożnica została zamknięta, a Żydzi dla odróżnienia od innych narodowości zmuszeni byli nosić żółte gwiazdy na ubraniach. W połowie stycznia 1942 roku Żydzi z getta w Izbicy Kujawskiej zostali wysłani do obozu zagłady w Chełmnie nad Nerem i tam zamordowani. 21 stycznia 1945 r. do Izbicy wkroczyły wojska radzieckie. W wyniku wojny liczba ludności miasteczka spadła o połowę, Żydzi zostali wymordowani. Wojnę i okupację przeżyło tylko 1900 mieszkańców osady. Miasteczko ponownie znalazło się w powiecie kolskim w województwie poznańskim. Została utworzona gmina wiejska Izbica Kujawska, która dzieliła się na 34 gromady. W 1958 r. miasteczko uzyskało status osiedla, a w 1973 r. po ponad stu latach przywrócono Izbicy prawa miejskie. W wyniku bardzo poważnej reformy administracyjnej z 1975 r., w wyniku której utworzono 49 województw, Izbica znalazła się w obrębie województwa włocławskiego. Z dniem 1 stycznia 1999 r. wszedł w życie nowy podział administracyjny. Utworzono 16 województw. Gmina Izbica Kujawska znalazła się w powiecie włocławskim, w województwie kujawsko-pomorskim.

## Demografia

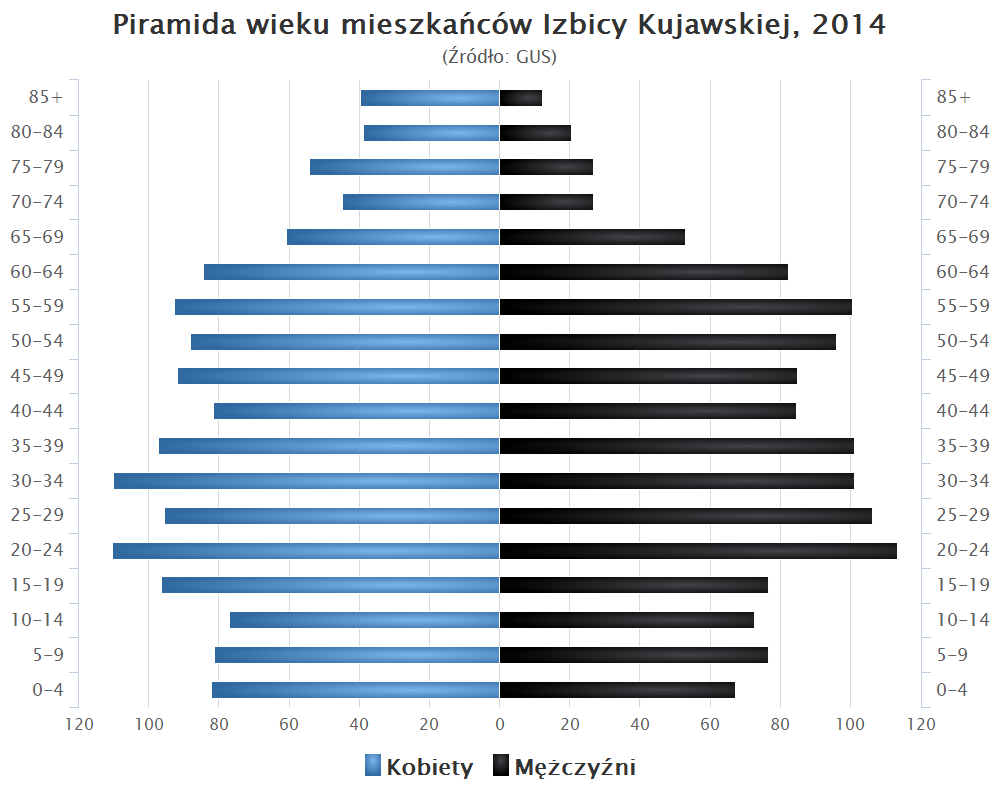
Piramida wieku mieszkańców Izbicy Kujawskiej w 2014 roku

## Zabytki
Megality

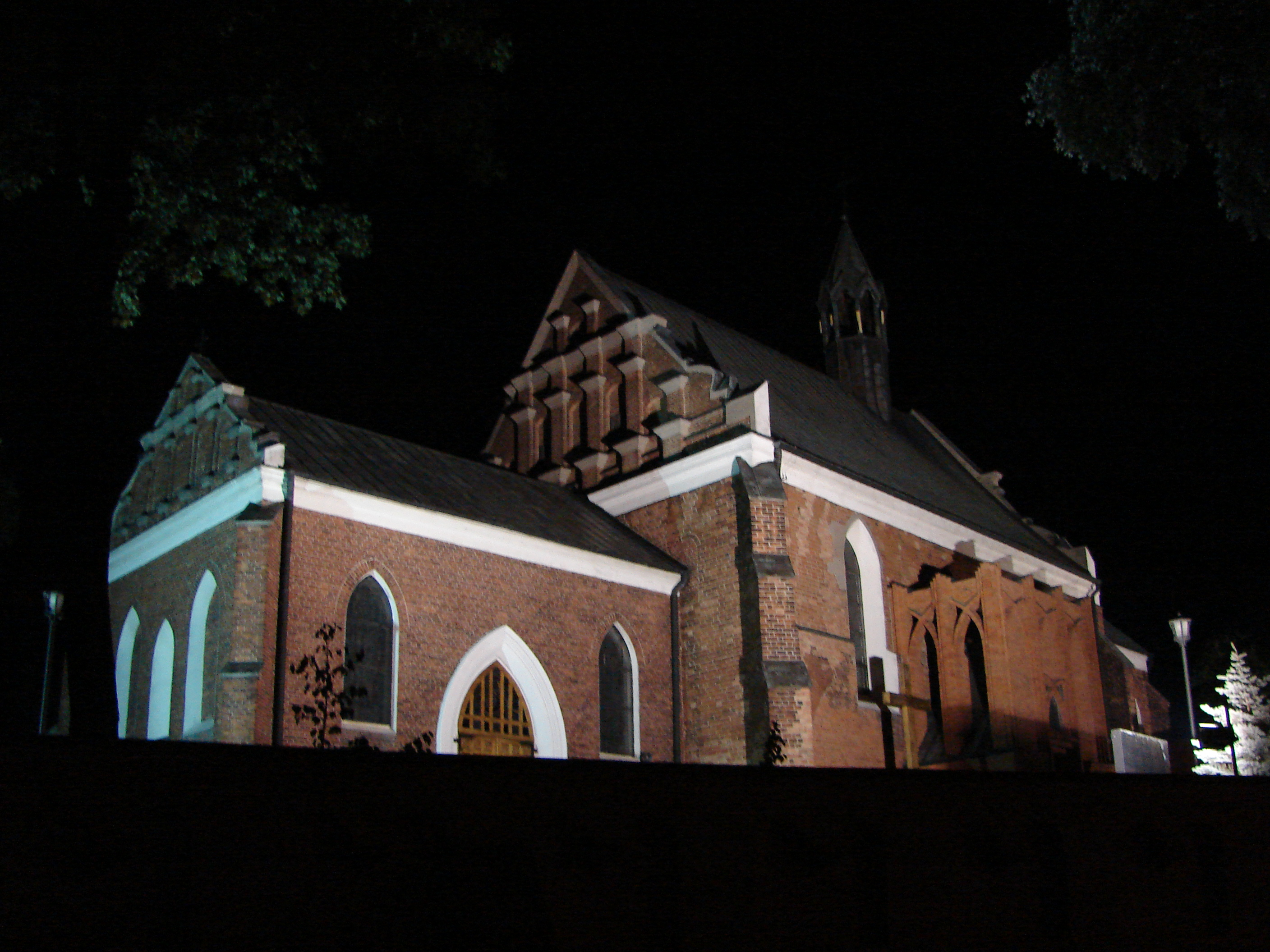
Kościół katolicki pw. Wniebowzięcia NMP w Izbicy Kujawskiej

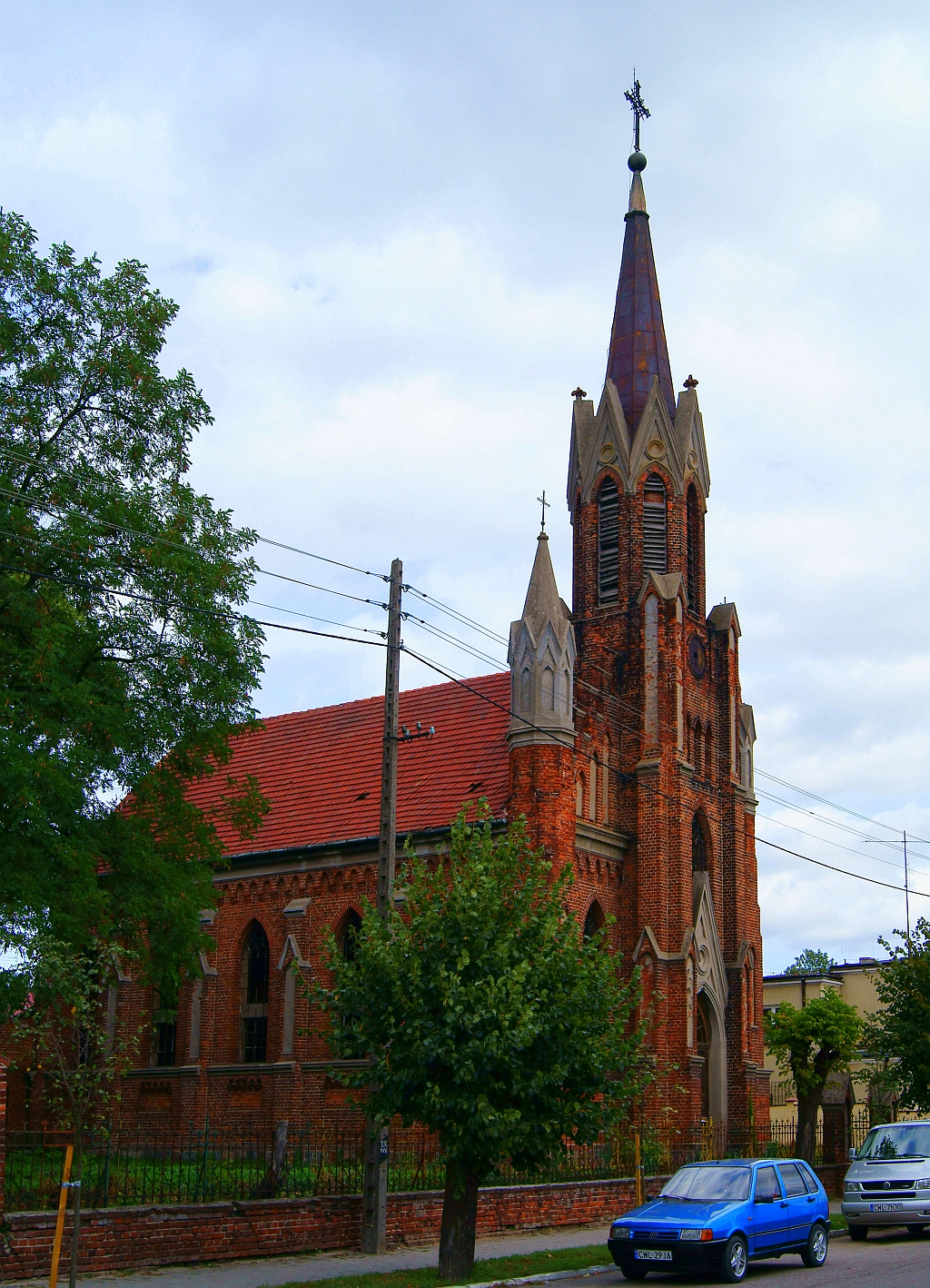
Dawny kościół ewangelicki w Izbicy Kujawskiej

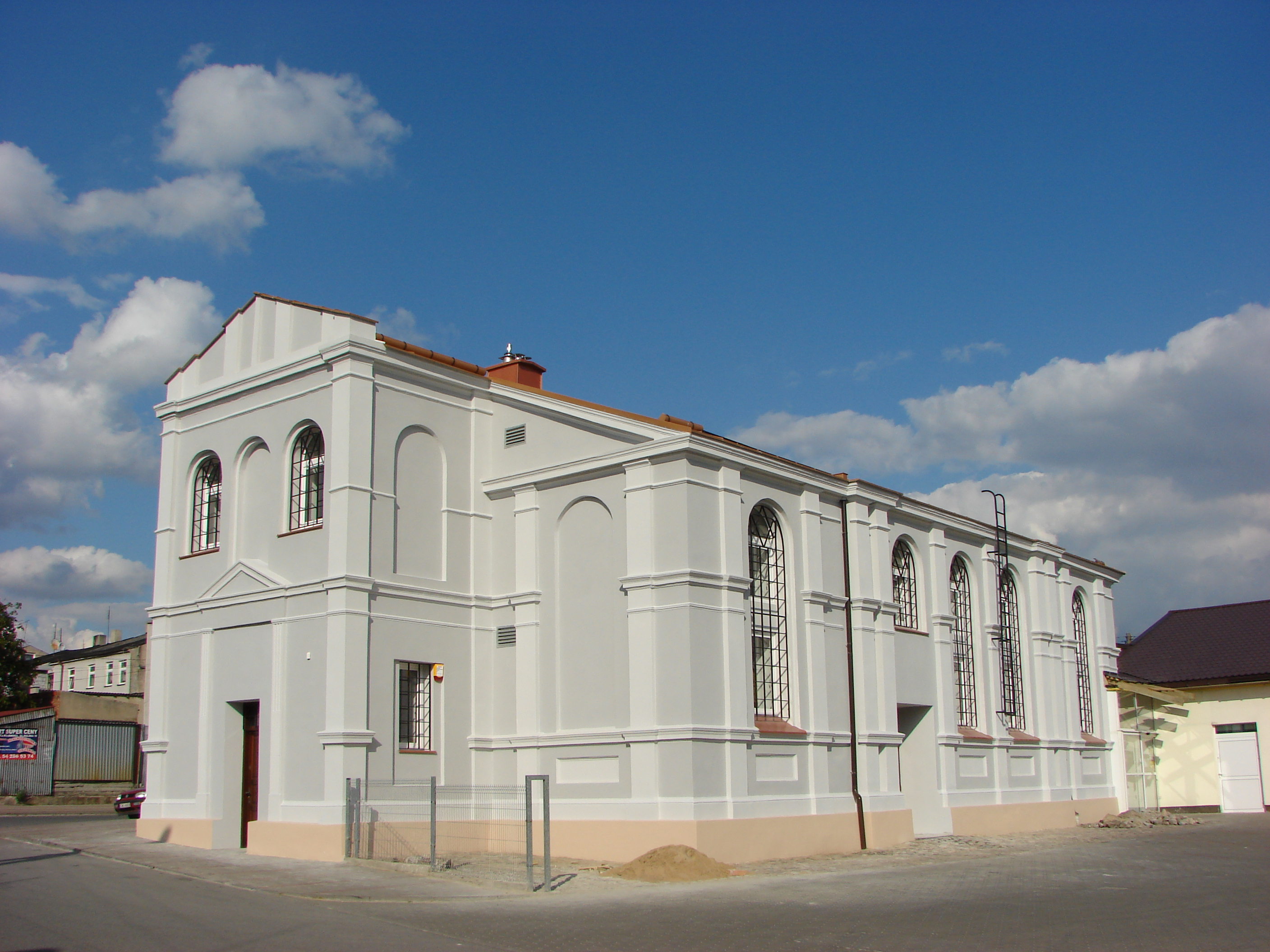
Dawna synagoga w Izbicy Kujawskiej

W lasach Izbicy Kujawskiej znajdują się megalityczne grobowce kujawskie. W jednym z nich, co jest rzadkością, znajduje się pojedynczy pochówek kobiety. Ich wiek ocenia się na 5,5 tysiąca lat, są więc pośród najstarszych zabytków prehistorycznych na naszych ziemiach. Inne spośród czterech opisywanych megalitów znajdują się w pobliżu małych izbickich wiosek Wietrzychowice (Rezerwat Archeologiczny) i Sarnowo. Liczne budowle kurhanowe opisane przez Oskara Kolberga znikły w latach 30. XX w.
Kościół parafialny Wniebowzięcia NMP
Wzniesiony został w XV wieku, w stylu gotyckim. Murowany z cegły w układzie polskim. Jednonawowy z niższym i nieco węższym prezbiterium, zamkniętym wielobocznie. Na początku XX wieku dobudowano obszerną kruchtę i zakrystię, dobudowano także dzwonnicę. Wnętrze kryte jest stropem. Otwór tęczowy o wykroju półkolistym. Chór muzyczny o charakterze barokowym, wsparty na czterech słupkach. Okna ostrołukowe, w prezbiterium pierwotnie zamurowane. Elewacje wschodnie i zachodnie nawy zwieńczone szczytami wczesnobarokowymi z XVII w. Dachy dwuspadowe, kryte dachówką. Na nawie neogotycka wieżyczka na sygnaturkę. Dwa ołtarze boczne barokowe. Izbicka parafia administracyjnie należy do dekanatu izbickiego (diecezja włocławska).
Kościół ewangelicki
Został zbudowany w latach 1907-1909 w stylu neogotyckim. Także krótko po wojnie spełniał swoje funkcje. Obecnie jest własnością prywatną. Przy kościele ocalał fragment cmentarza ewangelickiego.
Synagoga
Pochodzi z połowy XIX wieku. Po II wojnie światowej obiekt wykorzystywany był na magazyn i sklep meblowy. W 2000 r. został przekazany gminie wyznaniowej z Wrocławia. Okupacja hitlerowska nie oszczędziła cmentarza żydowskiego, o jego istnieniu przypomina głaz z tablicą pamiątkową na wzgórzu.
Dworek
Jest to dawny dwór szlachecki, który w swej historii był już wielokrotnie przebudowany. Od połowy XVIII w. był siedzibą dziedziców izbickich. Właśnie w nim mieszkała, przez ok. 8 lat Tekla Krzyżanowska, późniejsza matka Fryderyka Chopina. Czasy świetności przypominają: jedna z bram wjazdowych z XIX w. i pozostałości okazałego parku.

## Sport
W miejscowości działa Miejsko-Gminny Klub Sportowy "Kujawianka", założony w 1949 r. Klub w sezonie 2015/16 występował w III lidze, gr. kujawsko-pomorsko-wielkopolskiej. Aktualnie (sezon 2023/2024) występuje w IV lidze, gr. kujawsko-pomorskiej.

## Transport
Izbica Kujawska jest lokalnym węzłem drogowym. Krzyżują się tu drogi wojewódzkie:
- 269 Sompolno – Izbica Kujawska – Kowal
- 270 Koło – Brdów – Izbica Kujawska – Brześć Kujawski

Przez miasto przebiega także linia wąskotorowa łącząca Izbicę z Sompolnem, Krośniewicami i Włocławkiem. Najbliższa stacja kolejowa znajduje się ok. 10 km od miasta, w miejscowości Babiak, na linii Gdynia-Chorzów.
Komunikację autobusową w Izbicy Kujawskiej zapewniają przedsiębiorstwa Kujawsko-Pomorski Transport Samochodowy, Zakład Usługowo-Transportowy w Rzadkiej Woli i PKS Konin. Można tu spotkać także sporadycznie autobusy PKS Turek. Miasto posiada bezpośrednie połączenia autobusowe z Włocławkiem, Kołem, Koninem, Toruniem, Łodzią, Bydgoszczą, Radziejowem i Wrocławiem.

## Wspólnoty wyznaniowe
- Kościół rzymskokatolicki:
  - parafia Wniebowzięcia Najświętszej Maryi Panny (kościół Wniebowzięcia Najświętszej Maryi Panny)
  - Dom Zakonny Zgromadzenia Małe Dzieło Boskiej Opatrzności - Orioniści
- Świadkowie Jehowy:
  - zbór Izbica Kujawska (Sala Królestwa ul. Kolska 79)[7].